# Virgin Racing
Virgin Racing fue una escudería británica (posteriormente rusa) que participó en el Campeonato Mundial de Fórmula 1 en las temporadas 2010 y 2011. En su segundo año compitió bajo el patrocinio de Marussia Motors, denominándose Marussia Virgin Racing y participando con nacionalidad rusa.
En la temporada 2014-15 
pasó a participar en el campeonato mundial de Fórmula E bajo la denominación Virgin Racing Formula E Team.
Fue comprado por Richard Branson, propietario de Virgin, a John Booth y Nick Wirth (antiguo dueño de Simtek), que habían firmado un acuerdo para usar motores Cosworth.

## Fórmula 1
El equipo se formó bajo la denominación de Manor Grand Prix, nombre descendente los equipos de John Booth en categorías menores. La FIA acepta en junio de 2009 la participación de Manor, con motores Cosworth.
Al publicarse la lista de participantes para la temporada 2010, se dio a conocer que la escuadra competiría bajo el nombre de «Virgin Racing», debido a la vinculación con la compañía Virgin Group del millonario Richard Branson. Asimismo, en dicho comunicado se anunció que los coches llevarían los números 24 y 25.

### Temporada 2010

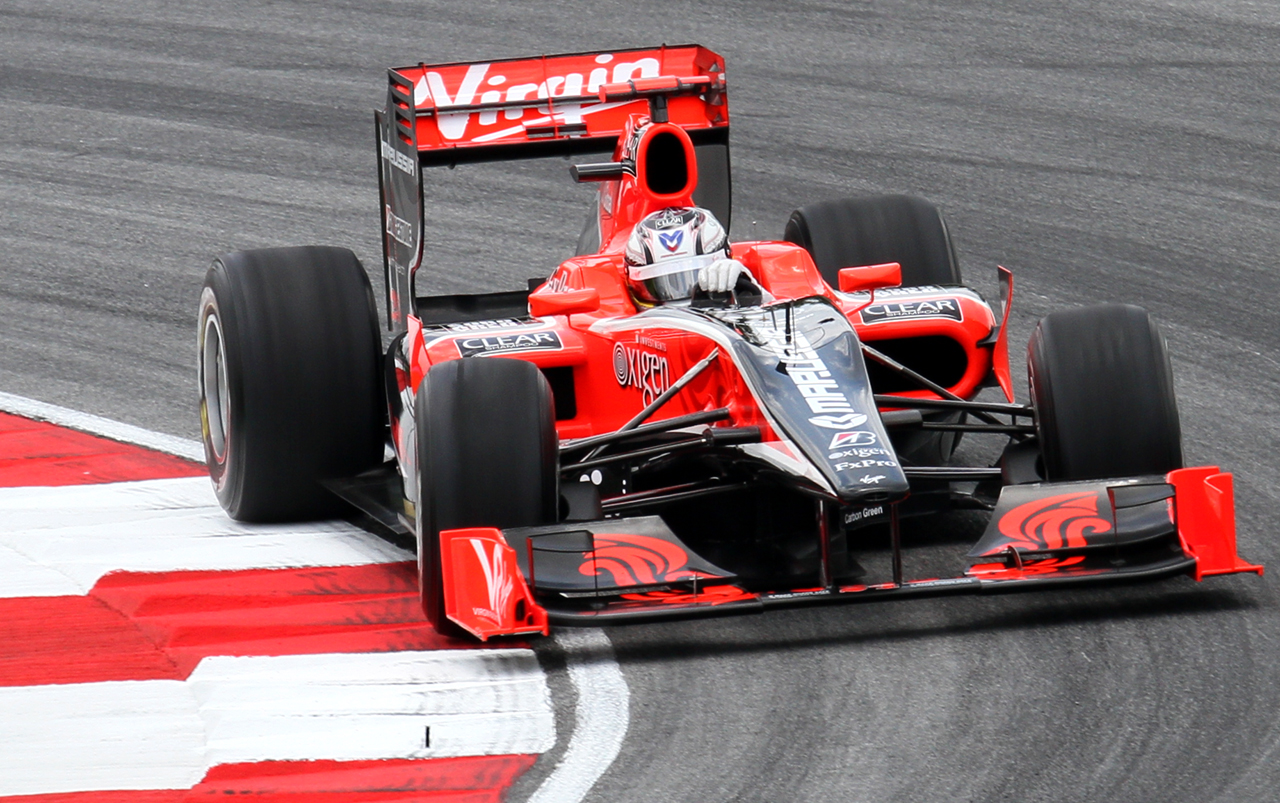
Timo Glock a los mandos del Virgin VR-01 en Malasia 2010.

El equipo, en su temporada de debut, contó con el alemán Timo Glock y con el brasileño Lucas Di Grassi como pilotos.
Su monoplaza fue diseñado usando exclusivamente el CFD (Dinámica de Fluidos Computacional) y sin usar el habitual túnel de viento. Esto causó muchos comentarios entre ingenieros de otras escuderías argumentando lo necesario que es el túnel de viento para el diseño de un monoplaza.
El equipo británico no consiguió los resultados esperados, y aunque mejoró en fiabilidad tras las primeras carreras, acabaron el año en última posición en constructores. Su mejor posición en carrera fueron dos 14.º puestos.

### Temporada 2011
En noviembre de 2010, la empresa Marussia Motors adquirió un importante paquete de acciones del equipo, que a partir de 2011 se denominó «Marussia Virgin Racing». Sus pilotos fueron Jérôme d'Ambrosio y Timo Glock, y el tercer piloto Sakon Yamamoto. 
En junio, Marussia Virgin Racing finalizó su colaboración con Nick Wirth y su Wirth Research dados los pobres resultados de los dos últimos años. Así pues, Pat Symonds pasa a tomar el control sobre la aerodinámica del MVR-02. No obstante, se llevaron a cabo las mejoras programadas por Wirth para la temporada 2011. La escudería también llegó a un acuerdo de colaboración técnica con McLaren, permitiendo el uso de su túnel del viento y renunciando así a depender únicamente del CFD.
El equipo mejoró en fiabilidad, pero no logró ninguna mejoría significativa más en su segunda temporada y volvió a ocupar el «farolillo rojo» de la clasificación de constructores. Su mejor puesto en carrera fue nuevamente el 14.º.

### Retiro de Virgin Racing
Para 2012, el equipo pasó a llamarse Marussia F1 Team, como consecuencia de que la empresa Marussia Motors adquirió el control del equipo. Posteriormente también se anunció la llegada de Charles Pic como nuevo compañero de Timo Glock.

## Fórmula E
Virgin volvió a la competición automovilística en 2014, para competir en la primera temporada del campeonato de Fórmula E. Sus primeros dos pilotos fueron Jaime Alguersuari y Sam Bird.
Desde la temporada 2015-16 hasta la 2017-18, Virgin contó con auspicio de la marca francesa DS. A lo largo de las temporadas, el equipo ha ganado varios ePrix, todos ellos de la mano de Bird.

## Monoplazas

### Fórmula 1
La siguiente galería muestra los modelos utilizados por Virgin Racing en Fórmula 1.
|                     |
| Virgin VR-01 (2010) |

|                      |
| Virgin MVR-02 (2011) |

### Fórmula E
La siguiente galería muestra los modelos utilizados por Virgin Racing en Fórmula E.
|                                 |
| Spark-Renault SRT 01E (2014-15) |

|                                       |
| Spark-Citroën Virgin DSV-01 (2015-16) |

|                                       |
| Spark-Citroën Virgin DSV-02 (2016-17) |

|                                       |
| Spark-Citroën Virgin DSV-03 (2017-18) |

|                                  |
| Spark-Audi e-Tron FE05 (2018-19) |

## Resultados

### Fórmula 1
(Clave) (negrita indica pole position) (cursiva indica vuelta rápida)

| Año  | Chasis | Motor              | Neu. | N.º | Pilotos           | 1   | 2   | 3   | 4   | 5   | 6   | 7   | 8   | 9   | 10  | 11  | 12  | 13  | 14  | 15  | 16  | 17  | 18  | 19  | Puntos | Pos. |
| ---- | ------ | ------------------ | ---- | --- | ----------------- | --- | --- | --- | --- | --- | --- | --- | --- | --- | --- | --- | --- | --- | --- | --- | --- | --- | --- | --- | ------ | ---- |
| 2010 | VR-01  | Cosworth CA2010 V8 | B    |     |                   | BHR | AUS | MYS | CHN | ESP | MON | TUR | CAN | EUR | GBR | GER | HUN | BEL | ITA | SIN | JPN | RCO | BRA | ABU | 0      | 12.º |
| 2010 | VR-01  | Cosworth CA2010 V8 | B    | 24  | Timo Glock        | Ret | Ret | Ret | DNS | 18  | Ret | 18  | Ret | 19  | 18  | 18  | 16  | 18  | 17  | Ret | 14  | Ret | 20  | Ret | 0      | 12.º |
| 2010 | VR-01  | Cosworth CA2010 V8 | B    | 25  | Lucas di Grassi   | Ret | Ret | 14  | Ret | 19  | Ret | 19  | 19  | 17  | Ret | Ret | 18  | 17  | 20  | 15  | DNS | Ret | Ret | 18  | 0      | 12.º |
| 2011 | MVR-02 | Cosworth CA2011 V8 | P    |     |                   | AUS | MYS | CHN | TUR | ESP | MON | CAN | EUR | GBR | GER | HUN | BEL | ITA | SIN | JPN | RCO | IND | ABU | BRA | 0      | 12.º |
| 2011 | MVR-02 | Cosworth CA2011 V8 | P    | 24  | Timo Glock        | NC  | 16  | 21  | DNS | 19  | Ret | 15  | 21  | 16  | 17  | 17  | 18  | 15  | Ret | 20  | 18  | Ret | 19  | Ret | 0      | 12.º |
| 2011 | MVR-02 | Cosworth CA2011 V8 | P    | 25  | Jérôme d'Ambrosio | 14  | Ret | 20  | 20  | 20  | 15  | 14  | 22  | 17  | 18  | 19  | 17  | Ret | 18  | 21  | 20  | 16  | Ret | 19  | 0      | 12.º |